# Lula: The Sexy Empire
Lula: The Sexy Empire (também conhecido como Wet: The Sexy Empire) é um jogo de simulação de negócios para Windows e AmigaOS. O jogo gira em torno da construção de uma indústria de pornografia e erotismo multimilionária. Os desenhos dos personagens foram feitos pelo artista de quadrinhos alemão Carsten Wieland.